# Hemithyrsocera banvaneuensis
Hemithyrsocera banvaneuensis es una especie de cucaracha del género Hemithyrsocera, familia Ectobiidae.

## Distribución
Esta especie se encuentra en Laos y China (Yunnan).